# Латвия на «Евровидении-2015»
Латвия приняла участие в конкурсе песни «Евровидение-2015» в Вене, Австрия. Страну представляла певица Амината Савадого с песней собственного сочинения «Love Injected».
В национальном отборочном туре «Supernova 2015», продолжавшемся с 10 декабря 2014 по 22 февраля 2015 года, приняло участие 98 песен, из которых лучшей была признана песня Аминаты Савадого.
21 мая в Вене состоялся второй полуфинал основного международного конкурса, на котором песня «Love Injected» заняла второе место. Таким образом, Латвия впервые за 7 лет прошла в финал Евровидения. В финале Амината выступала под 19-м номером и в итоге заняла 6 место из 27, заработав в общей сложности 186 очков. Этот результат стал лучшим для Латвии, начиная с 2006 года. Три страны — Ирландия, Литва и Сан-Марино — по итогам зрительского голосования признали выступление Латвии лучшим среди всех участников «Евровидения-2015».